# Haustür Hauptstraße 7 (Eresing)

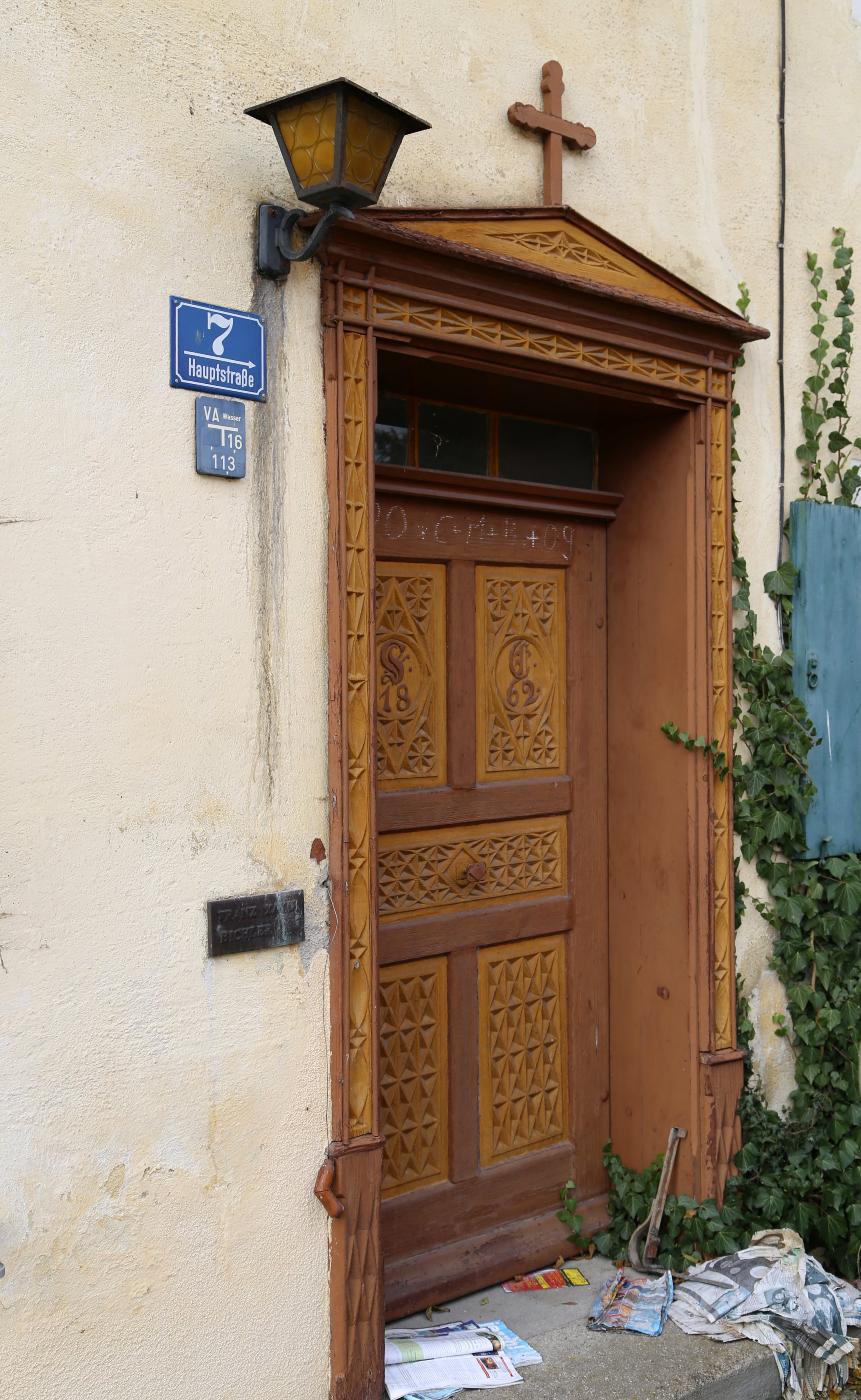
Haustür Hauptstraße 7 in Eresing (2013)

Die Haustür Hauptstraße 7 in Eresing, einer Gemeinde im oberbayerischen Landkreis Landsberg am Lech, wurde 1862 geschaffen. Die Haustür des ehemaligen Söldnerhauses ist ein geschütztes Baudenkmal.
Die hölzerne Tür an der straßenseitigen Traufseite ist mit „S E 1862“ (Bauherr war ein Sebastian Eberle) bezeichnet. Der Schnitzdekor auf den fünf Feldern des Türblatts weist eine reiche Kerbschnitzerei in neugotischen Formen auf. Über dem Dreiecksgiebel als Supraporte ist ein hölzernes Kreuz als Bekrönung angebracht.